# Antoni Rosselló Sabater
Antoni Rosselló Sabater (Bunyola, 1888-1966) fou un sacerdot bunyolí.
Conegut a Bunyola com “es Capellà Ferrereta”, oncle del mestre teixidor Guillem Bujosa i Rosselló. Ordenat sacerdot el 1913. Va ser vicari de Santa Maria entre 1918 i 1922. El seu germà Vicenç Rosselló Sabater era republicà i havia presidit la Comissió Gestora de l'Ajuntament de Bunyola l'any 1931. Antoni Rosselló ingressà a la presó el 22 d'abril de 1937, acusat de col·laborar amb un altre sacerdot, Jeroni Alomar Poquet, que fou afusellat, en l'organització de la fuita de Mallorca de persones d'idees republicanes.
Fou sotmès a un consell de guerra, que se celebrà el 12 de maig de 1937 a l'Escola d'Arts i Oficis de Palma, en el qual també hi estaven inclosos Joan Baldú, Martí Ros, el capellà Jeroni Alomar, Gabriel Socias Llabrés, Miquel Bosch Colom, Joan Sanxo Tous, Cristòfol Torres Torres. Joan Baldú, Martí Ros i Jeroni Alomar foren declarats culpables d'un delicte consumat de rebel·lió militar, condemnats a mort i executats als afores del cementiri de Palma el 7 de juliol de 1937. Antoni Rosselló i Gabriel Socias foren condemnats a vint anys de reclusió i Cristòfol Torres, Miquel Bosch i Joan Sanxo a dotze anys i un dia per auxili a la rebel·lió. Antoni Rosselló romangué empresonat fins al febrer de 1941. Morí el 1966.